# TV Anhanguera Goiânia
TV Anhanguera Goiânia é uma emissora de televisão brasileira sediada em Goiânia, capital do estado de Goiás. Opera no canal 2 (34 UHF digital), e é afiliada à TV Globo. Pertencente ao Grupo Jaime Câmara, é a matriz da Rede Anhanguera, rede de televisão regional que cobre os estados de Goiás e Tocantins. É a cabeça de rede da TV Anhanguera no estado de Goiás, que transmite sua programação para as outras sete emissoras da rede no estado, em Anápolis, Catalão, Itumbiara, Jataí, Luziânia, Porangatu e Rio Verde. Seus estúdios estão sediados no bairro da Serrinha, e sua antena de transmissão está no Morro do Mendanha, no bairro Jardim Petrópolis.

## História
A TV Anhanguera entrou no ar no Canal 2 em 24 de outubro de 1963, data do aniversário de Goiânia por Jaime Câmara e seus irmãos Joaquim Câmara Filho e Vicente Rebouças, tornando-se a segunda emissora a entrar no ar em Goiás (a primeira foi a TV Rádio Clube, atualmente RecordTV Goiás). A emissora entrou no ar como afiliada à Rede Excelsior.
Inicialmente, a estação se situava na Rua 8, no Centro (atrás do prédio do jornal O Popular, na Avenida Goiás, 345). Seu primeiro programa, A Hora do Ângelus, ficou no ar por quase 50 anos, sendo extinto em 2012. Diversas atrações faziam parte da programação da emissora, desde programas de auditório à telenovelas, como Drácula e A Família Brodie.
A afiliação com a rede carioca é efetivada em 1969, quando passa a transmitir o Jornal Nacional e passa também a receber os programas da Globo via micro-ondas da Embratel durante a madrugada (somente o JN era ao vivo). Nessa época, a Anhanguera ainda aplicava programas locais, como o República Livre do Cerrado, programa de auditório apresentado pelo Coronel Hipopota (o Chacrinha goiano) até sua morte em 1982; O Mundo é das Crianças, infantil apresentado por Magda Santos até 1976; General Novilar Comanda o Espetáculo, apresentando por Fued Naciff, fez grande sucesso, distribuindo vários prêmios e ajudando necessitados; Juventude Comanda apresentado por Arthur Rezende, além de pequenos noticiários, como O Popular no 2.
Com a consolidação do padrão global, as atrações locais vão sendo extintas, ficando alguns poucos programas de cunho regional e os telejornalísticos, como o  Fatos em Manchete, Jornalismo Eletrônico (padrão antigo da Globo de telejornalismo local), Retrospectiva, Jornal do Campo e os blocos locais do Jornal Hoje e Jornal Nacional, apresentados por Jackson Abrão, José Divino e Paulo Beringhs.
Em 5 de julho de 2010, a TV Anhanguera reformula os cenários dos seus telejornais, adotando uma linha editorial semelhante ao cenário do RJTV, de 2009 a 2011. O telejornal passou a ser mais informal e ganhou mais agilidade. No dia 24 de outubro de 2012, a Rede Anhanguera lançou durante o Jornal Anhanguera - 1ª edição, a nova logomarca, com traços semelhantes aos da Rede Globo.
Durante as ondas de manifestações no Brasil, no dia 24 de junho de 2013, os carros de reportagem da TV Anhanguera, TV Serra Dourada e do jornal O Popular, foram destruídos e depredados em frente à sede da prefeitura de Goiânia.
Em 2 de fevereiro de 2019, a emissora estreou o Bom Dia Sábado, na apresentação de Terciane Fernandes. Em 4 de maio, estreou o programa No Balaio, apresentado por Ana Clara Paim e "Seu Waldemar", mostrando a diversidade cultural do estado e em 9 de abril de 2020, Matheus Ribeiro pediu demissão da emissora, devido a problemas internos com a emissora, em seu lugar, Luciano Cabral (ex-GloboNews) que vinha fazendo o JA2, para as outras emissoras, agora passa a substituir-ló.

## Sinal digital
| Canal virtual | Canal digital | Resolução de tela | Programação                                    |
| ------------- | ------------- | ----------------- | ---------------------------------------------- |
| 2.1           | 34 UHF        | 1080i             | Programação Principal da TV Anhanguera Goiânia |

Transição para o sinal digital
Com base no decreto federal de transição das emissoras de TV brasileiras do sinal analógico para o digital, a TV Anhanguera Goiânia, bem como as outras emissoras de Goiânia, cessou suas transmissões pelo canal 2 VHF em 21 de junho de 2017, seguindo o cronograma oficial da ANATEL. O sinal foi cortado às 23h59, durante o Profissão Repórter, e foi substituído pelo aviso do MCTIC e da ANATEL sobre o switch-off.